# (242) Kriemhild
(242) Kriemhild és un asteroide pertanyent al cinturó d'asteroides descobert el 22 de setembre de 1884 per Johann Palisa des de l'observatori de Viena, Àustria.
Està nomenat per Kriemhild, un personatge de les llegendes germàniques.